# A qualsiasi prezzo (film 2012)
A qualsiasi prezzo (At Any Price) è un film del 2012 diretto da Ramin Bahrani, con protagonisti Zac Efron e Dennis Quaid.

## Trama
Henry Whipple è un agricoltore di successo, concentrato sugli affari per portare avanti la propria impresa agricola in cui cerca disperatamente di coinvolgere suo figlio minore Dean Whipple.
Quest'ultimo però, ragazzo ribelle e arrabbiato nei confronti del padre per averlo sempre fatto sentire inferiore rispetto al fratello maggiore Grant, è concentrato solo a realizzare il suo sogno: diventare un grande pilota. Infatti Dean partecipa ogni fine settimana a gare automobilistiche vincendo sempre il primo premio. Al suo fianco in ogni gara non manca mai la fidanzata Cadence, che ha perso il padre da piccola ed è stata accolta dalla famiglia Whipple pur non vivendo a casa con loro.
Immerso negli affari, Henry tradisce sua moglie con Meredith (donna più giovane gelosa della famiglia di Henry), ma la moglie lo scopre. Indignata decide di regalare 15000 $ al figlio, Dean, senza dire nulla ad Henry, per permettergli di partecipare a una gara automobilistica di livello superiore.
La gara però non va come Dean vorrebbe, e il ragazzo si abbatte respingendo Cadence e tradendola proprio con Meredith, l'amante del padre, che già aveva adocchiato il ragazzo in seguito ad uno sguardo di disprezzo da parte della moglie di Henry. Cadence vede uscire Meredith dal capannone insieme a Dean e, delusa dalla situazione, decide di partire e andarsene dall'Iowa.
Intanto Henry inizia ad avere dei problemi riguardo a dei controlli sul proprio grano, dopo che un uomo al quale aveva sottratto il terreno tempo prima, fa la spia rivelando che in realtà il grano di Henry subisce delle modifiche. Saputo questo problema, Dean crede che quell'uomo sia un altro grande agricoltore, il signor Johnson, e si reca a casa sua inferocito per difendere il padre.
Lungo la strada incontra il figlio di Johnson, suo acerrimo rivale sulla pista da corsa, i due iniziano a picchiarsi e Dean involontariamente lo uccide. Successivamente confessa al padre l'accaduto e questo unisce di nuovo padre e figlio, tanto che Henry deciderà di cedere l'impresa proprio a Dean.

## Produzione
Le riprese si sono svolte a DeKalb, nell'Illinois.

## Distribuzione e Accoglienza
Il film è stato presentato in concorso alla 69ª Mostra internazionale d'arte cinematografica di Venezia.
A livello mondiale ha incassato 487965 $.